# Lohr (Bas-Rhin)

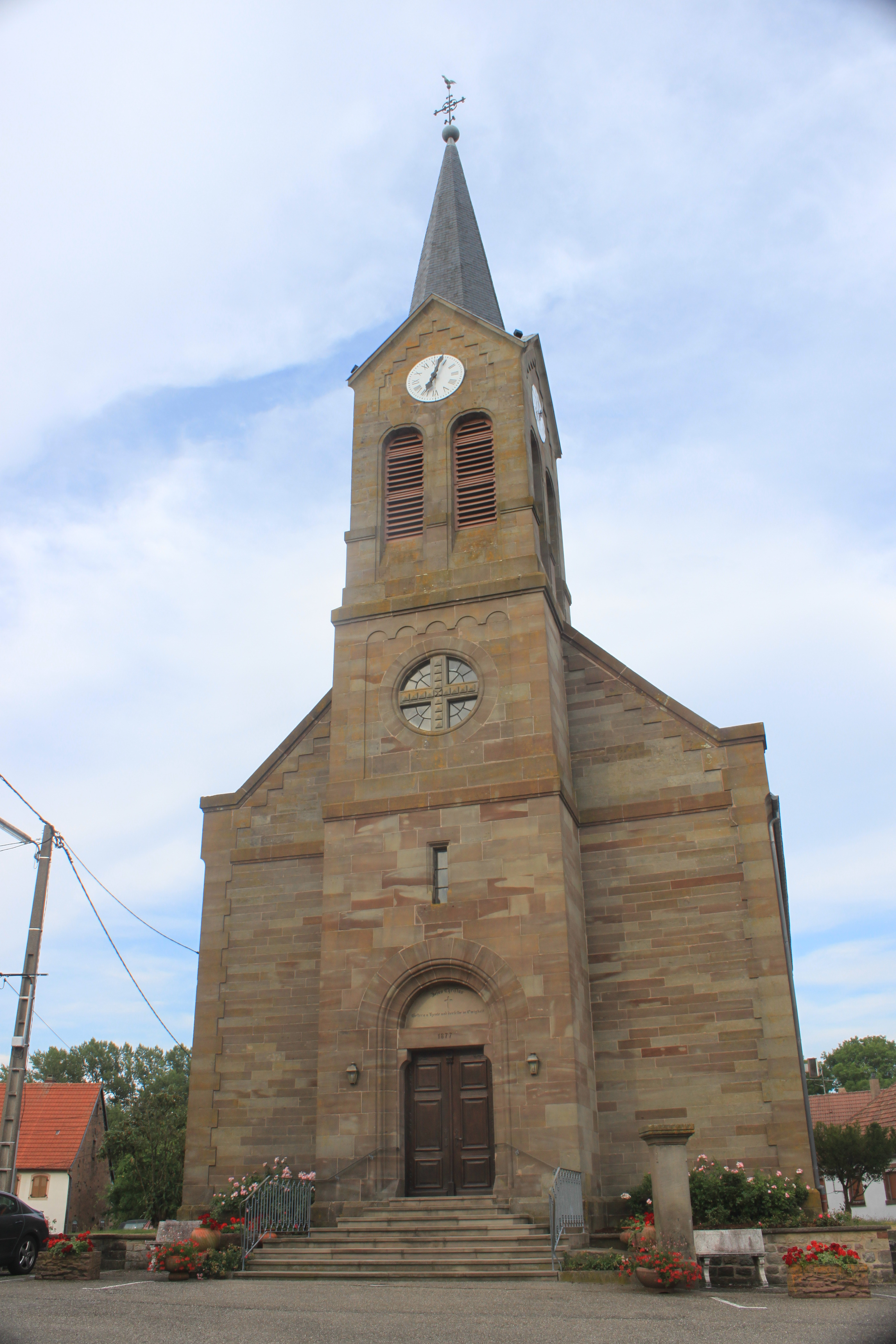
Evangelische Kirche von 1878

Lohr ist eine französische Gemeinde mit 492 Einwohnern (Stand 1. Januar 2021) im Département Bas-Rhin in der Region Grand Est (bis 2015 Elsass).

## Geografie
Lohr liegt im Gebiet der in Frankreich so genannten Nordvogesen und ist Teil des Biosphärenreservats Pfälzerwald-Vosges du Nord. Nachbargemeinden sind Petersbach im Nordosten, La Petite-Pierre im Osten, Schœnbourg im Südosten, Bust im Süden und Ottwiller im Nordwesten.

## Geschichte

### Mittelalter
Lohr war der führende Ort in der Büttelei Lohr. Bei den beiden Landesteilungen der Herrschaft Lichtenberg, die um 1330 und im Jahr 1335 stattfanden, wird Lohr als Bestandteil dieser Herrschaft genannt. Es wird dabei dem Landesteil der „mittleren Linie“, den Nachkommen Ludwigs III. von Lichtenberg, zugeordnet.
1396 wurden Büttelei und Dorf als Pfand für die Mitgift anlässlich der Heirat der Adelheid von Lichtenberg, Tochter von Johann IV. von Lichtenberg, mit Johann von Finstingen den Herren von Finstingen überlassen. Erst unter den Nachfolgern der Lichtenberger, den Grafen von Hanau-Lichtenberg, wurde die Pfandschaft Lohr 1544 wieder ausgelöst.

### Neuzeit
Von 1871 bis zum Ende des Ersten Weltkrieges gehörte Lohr als Teil des Reichslandes Elsaß-Lothringen zum Deutschen Reich und war dem Kreis Zabern im Bezirk Unterelsaß zugeordnet.

### Bevölkerungsentwicklung
| 1910 | 1962 | 1968 | 1975 | 1982 | 1990 | 1999 | 2006 | 2012 | 2014 |
| ---- | ---- | ---- | ---- | ---- | ---- | ---- | ---- | ---- | ---- |
| 606  | 525  | 537  | 548  | 513  | 478  | 522  | 512  | 494  | 497  |

## Persönlichkeiten
- Traugott Fuchs (* 1906 in Lohr; † 1997 in Istanbul/Türkei), Literaturprofessor, Philologe und Maler in Istanbul